# Ancinale
Az Ancianale vagy calabriai dialektusban Ancinali egy folyó Olaszország Calabria régiójában. A Calabriai-Appenninekből ered, és Soverato városa közelében a Jón-tengerbe ömlik a Squillacei-öbölnél.
Mellékvíze a Garusi és lakott települések Serra San Bruno, Cardinale, Chiaravalle Centrale, Satriano és Soverato melyeket érinti a folyó.

## Fordítás
- Ez a szócikk részben vagy egészben  az   Ancinale című olasz Wikipédia-szócikk ezen változatának fordításán alapul.  Az eredeti cikk szerkesztőit annak laptörténete sorolja fel. Ez a jelzés csupán a megfogalmazás eredetét és a szerzői jogokat jelzi, nem szolgál a cikkben szereplő információk forrásmegjelöléseként.